# Beleg van Sevilla
Het Beleg van Sevilla (juli 1247 - november 1248) was een succesvolle insluiting van zestien maanden tijdens de verovering van Sevilla door de troepen van Ferdinand III van Castilië. Hoewel het in geopolitiek belang misschien overschaduwd werd door de snelle verovering van Córdoba in 1236, die een schokgolf door de moslimwereld veroorzaakte, was het beleg van Sevilla toch de meest complexe militaire operatie van Ferdinand III. Het is ook de laatste grote operatie van de reconquista en het was ook het eerste optreden van inheemse zeestrijdkrachten van Castilië-León van militaire betekenis. In feite was Ramón de Bonifaz de eerste admiraal van Castilië, hoewel hij nooit een dergelijke officiële titel had.
In 1246, na de verovering van Jaén, waren Sevilla en Granada de enige grote steden op het Iberisch schiereiland die weerstonden aan christelijke heerschappij. Van de twee bleef Granada tot 1492 semi-onafhankelijk.

## Beleg
In de zomer van 1246 was het leger van Ferdinand III in Aljarafe actief en veroverde het Guadaira, Lora en Alcala del Rio. Ferdinand wilde haast maken met de verovering want de emir van Sevilla had zich onderworpen aan de kalief van Tunis in de hoop om van die zijde hulp te krijgen. 
In de zomer van 1247 isoleerden Castiliaanse legers de stad in het noorden en oosten. De weg naar Niebla werd afgesneden. Dit maakte de weg vrij voor het beleg, maar hiervoor moest eerst de aanvoer over de Guadalquivir worden afgesloten. In de lente van 1248 voer Ramón de Bonifaz met dertien galeien, vergezeld van enkele kleinere schepen, de Guadalquivir op en joeg zo'n veertig kleinere schepen uiteen die hem probeerden te weerstaan. Op 3 mei brak de Castiliaanse vloot door de pontonbrug tussen Sevilla en voorstad Triana.
De heilige Albertus Magnus schreef dat de Moorse verdedigers artillerie gebruikten die tijdens het beleg met stenen was geladen, maar het is niet zeker welk type vuurwapens hij beschrijft.

## Capitulatie
Na een hete zomer en vanwege een hongersnood capituleerde de stad op 23 november 1248. Volgens de voorwaarden mochten de Moren geen enkel gebouw in de stad vernietigen en moesten de Castiliaanse troepen niet later dan een maand later het alcázar binnentrekken. Ferdinand III maakte op 22 december 1248 zijn triomfantelijke intocht in de stad. Volgens moslimkronieken verlieten zo'n 300.000 inwoners de stad. Dit aantal wordt door sommige historici als overdreven beschouwd.